# Christoph Walter (Komponist)
Christoph Walter (* 29. Juni 1967 in Glarus) ist ein Schweizer Militärmusiker, Komponist und Dirigent.

## Leben

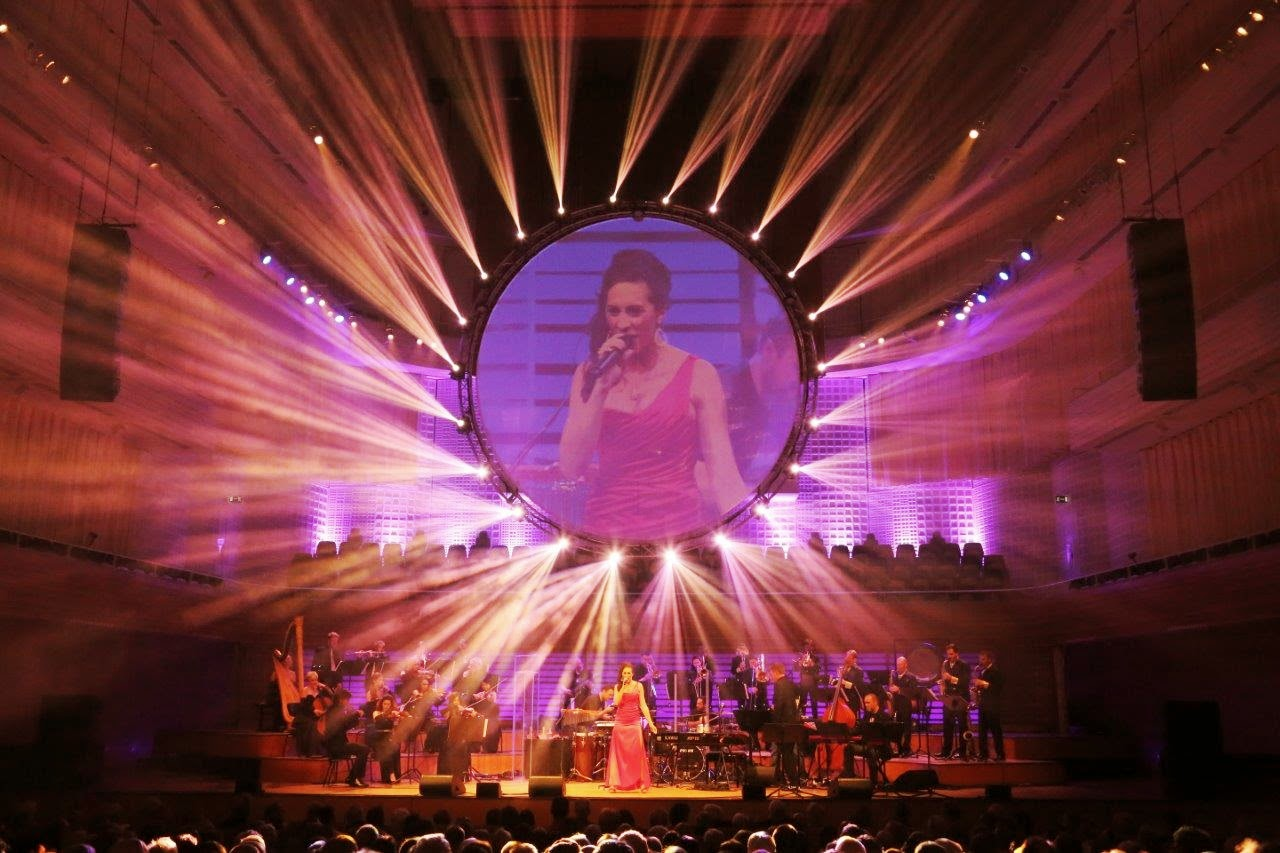
Das Christoph Walter Orchestra live am World Band Festival Luzern

Walter studierte an der Musikhochschule Zürich und schloss 1989 mit einem Lehrdiplom für Trompete ab. Von 1991 bis 1997 war er als musikalischer Ausbilder für die Rekrutenspiele Bern, Zürich, St. Gallen und Aarau tätig.
Der Swiss Army Concert Band am Schweizer Armeespiel stand er von 1999 bis 2005 vor, die er ab 2000 auch dirigierte.
Walter erreichte den Dienstgrad des Majors und leitet die Kaderschule am Kompetenzzentrum Militärmusik in Aarau. Seit 2010 ist er ausserdem der musikalische Leiter des alljährlich stattfindenden  Basel Tattoos.
Weiterhin arrangiert, dirigiert und komponiert er neben seiner hauptberuflichen Tätigkeit Brassbands der Unterhaltungsmusik. Nennenswert sind hier beispielsweise die Lucerne Concert Band und das Christoph Walter Orchestra. Mit Letzterem hatte er 2019 einen Hit mit Schwingerlüüt im Schwizerland, der Hymne zum Eidgenössischen Schwing- und Älplerfest in Zug.
Christoph Walter ist seit 2019 mit der Sängerin Nelly Patty verheiratet und wohnt in Sursee.

## Auszeichnungen
- Schweizer Blasmusikfestival, erster Preis

## Kompositionen (Auswahl)
Christoph Walter ist ein erfolgreicher Komponisten und Arrangeur für Blasmusik. Ein Grossteil seiner Kompositionen sind bei Obrasso-Verlag erschienen.
- 2019: Abschied von den Bergen, Patronage, Trombone Rhapsody
- 2018: It Will Be, Jumba Jump!, Made In Switzerland, We Love Cha-Cha-Cha

## Veröffentlichungen (Auswahl)
- 1996: Spiel Der Infanterieschulen St. Gallen / Herisau , CD
- 1997: Symphonischer Samba, CD
- 2004: Just in Time, Swiss Army Concert Band, CD
- 2005: Reach For The Stars, Swiss Army Concert Band, CD
- 2007: Take A Little Time, Swiss Army Concert Band, CD
- 2013: Music Forever, Landespolizeiorchester Brandenburg, CD
- 2014: Rhythm & Moods, Heeresmusikkorps Ulm, CD